# Halimium
Halimium és un gènere de plantes dins la família cistàcia. Compta amb 12 espècies d'arbusts perennens o semicaducifolis. Està estretament emparentat amb el gènere heliantem. Són natius d'Europa, Àfrica del Nord i Àsia Menor amb el centre de diversitat a l'est de la regió mediterrània.
Als Països Catalans es troben com autòcotnes les espècies: Halimium umbellatum, Halimium halimifolium i Halimium atriplicifolium.
Les fulles són de disposició oposada, ovals i simples, d'1-5 cm de llarg i 0,5-2 cm d'ample. Les flors, segons les espècies, tenen un diàmetre d'1,5-4 cm amb cinc pètals, blancs o grocs.En algunes espècies les flors són bicolors amb taques basals en cada pètal per servir de guia cap al nèctar pels insectes pol·linitzadors.

## Algunes espècies
- Halimium alyssoides
- Halimium atriplicifolium
- Halimium commutatum
- Halimium halimifolium
- Halimium lasianthum
- Halimium ocymoides
- Halimium umbellatum
- Halimium verticillatum
- Halimium viscosum

## Cultiu i usos
Algunes espècies són plantes ornamentals en rocalla. Hi ha híbrids i colors diversos entre les cultivars.